# Roberto Fernández (futbolista paraguayo)
Roberto Eladio Fernández Roa (Asunción, 9 de julio de 1956) conocido como  Roberto Gato Fernández, es un exfutbolista paraguayo que se desempeñó como arquero. Su carrera profesional se extendió por 24 años. Fue el arquero titular de la selección de fútbol de Paraguay en la Copa Mundial de la FIFA 1986 y formó parte del equipo campeón de la Copa América 1979.
En la actualidad trabaja como agente deportivo representando a futbolistas.

## Trayectoria
Roberto Eladio Fernández destacó en el River Plate de Asunción, el primer club de su carrera, desde muy joven. Jugó en el Cerro Porteño, uno de los más populares de Paraguay. Tras su estancia en el mismo, jugó en clubes de talla internacional de otros países, el Espanyol, el Deportivo Cali, el Internacional de Porto Alegre y el Palmeiras. Con el Deportivo Cali consiguió dos subcampeonatos, sin embargo su paso es recordado principalmente por su mala actuación en un partido contra el Caldas en Manizales en 1986 - donde fue acusado de haber recibido un soborno para dejarse marcar goles - cuando la derrota del Cali significó el título de su rival, el América.
Con 78 partidos jugados, mantuvo por mucho tiempo el récord de participación con la selección paraguaya, y actualmente[¿cuándo?] figura en el puesto 11. Jugó con su selección en la Copa América 1979, la última vez que la selección paraguaya se proclamó vencedora. También participó en la Copa del Mundo de México 1986, junto a otros jugadores paraguayos destacados como Roberto Cabañas o Romerito. Su participación en este Mundial es especialmente recordada por hacer fallar un penal al delantero de la selección mexicana Hugo Sánchez en el Estadio Azteca, estrellando el balón en el poste derecho de su portería. También paró un tiro libre penal en el Estadio Nacional de Chile, al centrocampista de la selección de Chile Jorge Aravena, "El Mortero",  en la repesca para la Copa Mundial de fútbol de 1986. Ese mismo año fue seleccionado para ser el portero de la selección americana que se enfrentó a la del resto del mundo en un partido de la Unicef. En 1989 jugó frente a Ecuador su último partido internacional en un encuentro valedero para la clasificación del Mundial de 1990 en Italia.
Considerado el segundo mejor portero de la historia de la selección de fútbol de Paraguay detrás José Luis Chilavert, Fernández se destacó sobre todo en el Cerro Porteño de Asunción.

## Legado deportivo
Su legado perdura a través de su hijo, Roberto Junior Fernández, conocido como «Gatito», quien no solo heredó una variación de su apodo, sino que también sigue su camino en la misma posición. Formado en Cerro Porteño, donde se consagró campeón, también jugó en Racing Club de Argentina, Botafogo de Brasil, FC Utrecht de los Países Bajos y ha representado a la selección de fútbol de Paraguay.

## Selección nacional

### Participaciones en Copas del Mundo
| Mundial                        | Sede   | Resultado        |
| ------------------------------ | ------ | ---------------- |
| Copa Mundial de Fútbol de 1986 | México | Octavos de final |

### Participaciones en Copa América
| Copa América      | Sede          | Resultado    |
| ----------------- | ------------- | ------------ |
| Copa América 1979 | Sin sede fija | Campeón      |
| Copa América 1983 | Sin sede fija | Semifinal    |
| Copa América 1987 | Argentina     | Primera fase |
| Copa América 1989 | Brasil        | Segunda fase |

## Clubes
| Club           | País     | Año       |
| -------------- | -------- | --------- |
| River Plate    | Paraguay | 1972-1977 |
| Espanyol       | España   | 1977-1979 |
| Cerro Porteño  | Paraguay | 1979-1985 |
| Deportivo Cali | Colombia | 1985-1986 |
| Club Libertad  | Paraguay | 1987-1988 |
| Cerro Porteño  | Paraguay | 1989-1991 |
| Internacional  | Brasil   | 1992-1994 |
| Palmeiras      | Brasil   | 1995      |
| Cerro Porteño  | Paraguay | 1996-1997 |

## Palmarés

### Torneos regionales
| Título            | Club               | Lugar              | Año  |
| ----------------- | ------------------ | ------------------ | ---- |
| Campeonato Gaúcho | S.C. Internacional | Río Grande del Sur | 1992 |
| Campeonato Gaúcho | S.C. Internacional | Río Grande del Sur | 1994 |

### Títulos nacionales
| Título           | Club               | País     | Año  |
| ---------------- | ------------------ | -------- | ---- |
| Primera División | Cerro Porteño      | Paraguay | 1990 |
| Torneo República | Cerro Porteño      | Paraguay | 1991 |
| Copa de Brasil   | S.C. Internacional | Brasil   | 1992 |
| Primera División | Cerro Porteño      | Paraguay | 1996 |

### Títulos internacionales
| Título       | Club (*)                        | Lugar      | Año  |
| ------------ | ------------------------------- | ---------- | ---- |
| Copa América | Selección de fútbol de Paraguay | Sudamérica | 1979 |

(*) Incluyendo la selección.

## Reconocimientos
El 19 de octubre de 2016, la Junta Municipal de Asunción otorgó a Roberto Gato Fernández la Medalla al Mérito «Domingo Martínez de Irala», en reconocimiento a su trayectoria. Esta condecoración también fue concedida a sus compañeros de la selección paraguaya en honor al título de campeones obtenido en la Copa América 1979.